# Гибрид (Marvel Comics)
Гибри́д (англ. Hybrid), настоящее имя Скотт Ва́шингтон (англ. Scott Washington) — антигерой, появляющийся в комиксах издательства Marvel Comics. Скотт Вашингтон впервые появился в The New Warriors #21 (март 1992) написанных Фабианом Нициезой и нарисованных Марком Багли. Симбиот впервые появился в дополнительной истории в Venom: Along Came A Spider #1 (январь 1996) написанной Эваном Скольником и нарисованной Патриком Зёчером.

## История публикаций
Созданный писателем Фабианом Нициезом и художником Марк Багли, Гвардеец Скотт Вашингтон появляется в New Warriors #21 (март 1992), #25 — 26 и #36. В 1996 году, как Гибрид, он является главным персонажем в дополнительных историях в двух минисериях Venom: Along Came A Spider и Venom: The Hunted, все написанные Эваном Скольником.
В 2007, он упоминался в Civil War: Battle Damage Report #1. Гибрид также упоминался как результат первого выпуска Carnage, U.S.A. (2011) наряду с Веномом, Анти-Веномом, Токсином и его сестрой Скорн, как следующий вариант, чтобы остановить буйство Карнажа в Мид-Весте после уничтожения Мстителей.
Про него также есть статья в All-New Official Handbook of the Marvel Universe A to Z #5 — «Gorgon to Jury» (2006) и статья в Official Handbook of the Marvel Universe A to Z том 5 — «Guardsmen to Jackal (Warren)» (2008).

## Биография персонажа
Скотт Вашингтон был одним из Гвардейцев, участвовавших в охране и транспортировке Правосудия, который был арестован и приговорён к заключению в Подвале за убийство своего отца.
Гибрид — это объединение четырёх симбиотов, а именно: Фэйджа, Райота, Лэшера и Агонии, чьи носители были убиты Криком. Объединённый симбиот разыскивал Скотта Вашингтона, афроамериканца, который был Гвардейцем в здании лаборатории Подвала (тюрьма для суперзлодеев). Во время охраны симбиотов, он понял, что они не были злыми, не были угрозой, а эксперименты причиняли им страшную боль, поэтому он отпустил их. Когда его начальство обнаружило, что Скотт выпустил пришельцев, которых должен был охранять, его уволили. Он вернулся в Бэдфорт-Стьювесант Бруклин, район банды оборванцев, в котором он вырос. После потасовки на баскетбольной площадке с членами банды Изи Икса, в Скотта и его брата Дерека стреляли, Дерек был убит, в то время как Скотт стал калекой, потеряв управление ногами.
Четыре симбиота позднее нашли Скотта и соединились с ним, в результате чего Скотт вновь обретает способности ходить, и более, так как Скотт имеет много злости[стиль], то симбиоты часто удерживали его от насилия, а не наоборот. Так как его симбиот изначально был четырьмя различными сущностями, Скотт должен был бороться с четырьмя разными голосами/личностями в своей голове, кроме его собственного. Как Гибрид, Скотт отомстил Изи Иксу, который сделал его инвалидом. Он начал получать много внимания прессы, и, хотя большинство рекламы было положительным[стиль], это обратило внимание Жюри. Он был захвачен этими самозваными хранителями справедливости, которые казнили бы его только за то, что он симбиот, но он был спасён Новыми Воинами. Скотт был бывшим коллегой Кёртиса Элкинса и других участников Жюри. Джастис предложил ему членство в группе, но Скотт отказался, сославшись на более важную работу в своём родном районе.
Скотт Вашингтон считался как «потенциальный новобранец»[стиль] для программы Инициатива.
Эдди Брок выследил и убил Вашингтона в рамках своей кампании по устранению симбиотов с Земли.
Четыре симбиота, которые составляли Гибрида, выжили и, при содействии тайной военной группы, были разделены и переданы правительству Соединённых Штатов. Позже, при отсутствии Венома и Токсина, группа решает использовать Гибрида, чтобы остановить буйство Карнажа в Мидвесте на протяжении минисерии Carnage, U.S.A. (2012). Разделённые симбиоты были назначены разным солдатам, каждый из которых получил разную роль в поимке Карнажа. Объединившись со Скорн, новейшим симбиотным хозяином из первой лимитной серией Карнажа, они отправились в город схватить Карнажа, с приказом убить их «брата», если будет необходимо. С помощью Венома и Мстителей команда успешно захватила Клетуса Кэседи и симбиота Карнажа.
После, Карнаж идёт на ещё одно загульное убийство, он устраивает засаду Команде Меркурия в их собственной базе и расчленяет их, хотя симбиоты выживают. Он делает то же самое с Дэдпулом, который охотится за ним. Бесхозные симбиоты возрождают Дэдпула и превращают его в нового Гибрида. После использования симбиотов для уничтожения Карнажа и Визг, Дэдпул даёт их собаке Команды Меркурия, и инструктирует её принести симбиотов «правительственным шишкам, которые знают, как заботиться о них».

## Силы и способности
Как Человек-паук и Веном, Гибрид может ползать по стенам и стрелять паутиной, он может изменять форму симбиота в ложноножку или усики, создавая ловушки и холодное оружие. У симбиота также есть камуфляжные способности и может сливаться с окружающей средой. Он может имитировать одежду. Гибрид может чувствовать границу и видеть сквозь своего симбиота. Он может отделять часть своего симбиота, чтобы отправлять послания своим друзьям и напарникам, может изменять форму симбиота в перепонку, что позволяет ему планировать по воздуху. Костюм Гибрида также может поглощать химические вещества, такие как синтетическая паутина Человека-паука.
Как и большинство его коллег-симбиотов, таких как Веном и Карнаж, Гибрид имеет сверхчеловеческую силу. Когда Гибрид соединился со Скоттом Вашингтоном, он восстановил его способность ходить, которую он потерял во время драки с бандой.

## Вне комиксов

### Видеоигры
- Гибрид появляется как босс, а позже, как разблокируемый персонаж в игре на Facebook Marvel: Avengers Alliance[англ.][12].